# Aumont-Aubrac
Aumont-Aubrac là một xã ở tỉnh Lozère trong vùng Occitanie, phía nam nước Pháp.